# Elephant Man

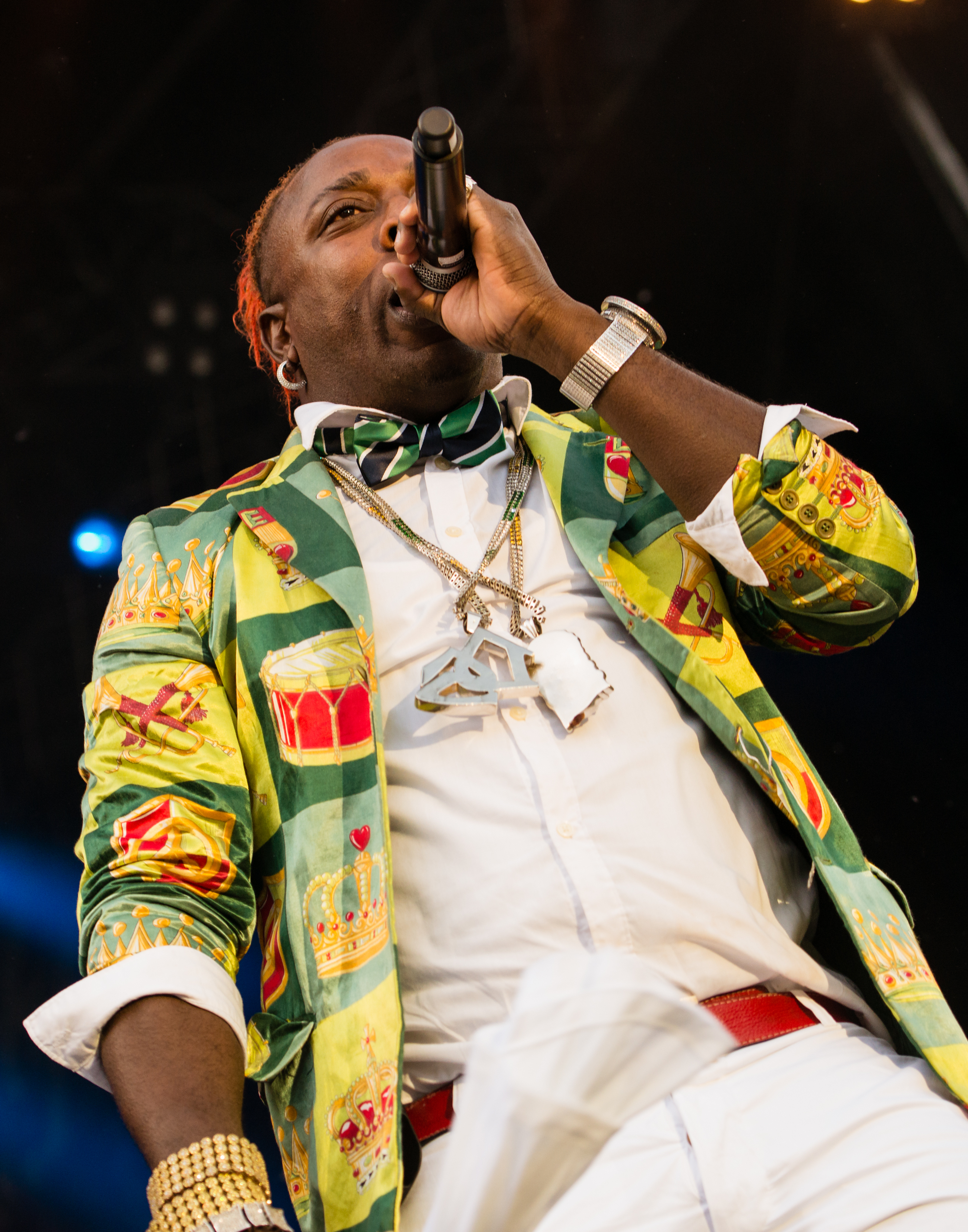
Elephant Man beim Ruhr Reggae Summer (2014)

Elephant Man (eigentlich O’Neil Morgan Hughlin Bryant; * 11. September 1975 in Seaview Garden, Kingston) ist ein jamaikanischer Dancehall-Deejay.

## Person, Musikstil
Elephant Man trägt den Beinamen Energy God, der aus seiner dynamischen Bühnenpräsenz abgeleitet wird. Bei Livekonzerten führt er gelegentlich neue Tänze auf und vermittelt sie dem Publikum. Ihm zugeordnet werden die Erfindung beispielsweise des Log On und des Scooby Doo. Sein Markenzeichen sind seine grell gefärbten, meist blonden oder feuerroten Haare und ein ausgefallener Kleidungsstil. Der Musiker besitzt eine tiefe Stimme, die oft in eine charakteristische Fistelstimme umschlägt. Sein akustisches Markenzeichen ist ein leichtes Lispeln.
Bekannte, immer wieder bei Konzerten und Veröffentlichungen verwendete Zitate bzw. Ausrufe sind: Scoobay, Shot Out, Weedyweedyweedyweedy, Call me Nigga, Shizzle ma Nizzle oder einfach nur Shizzle.

## Biografie

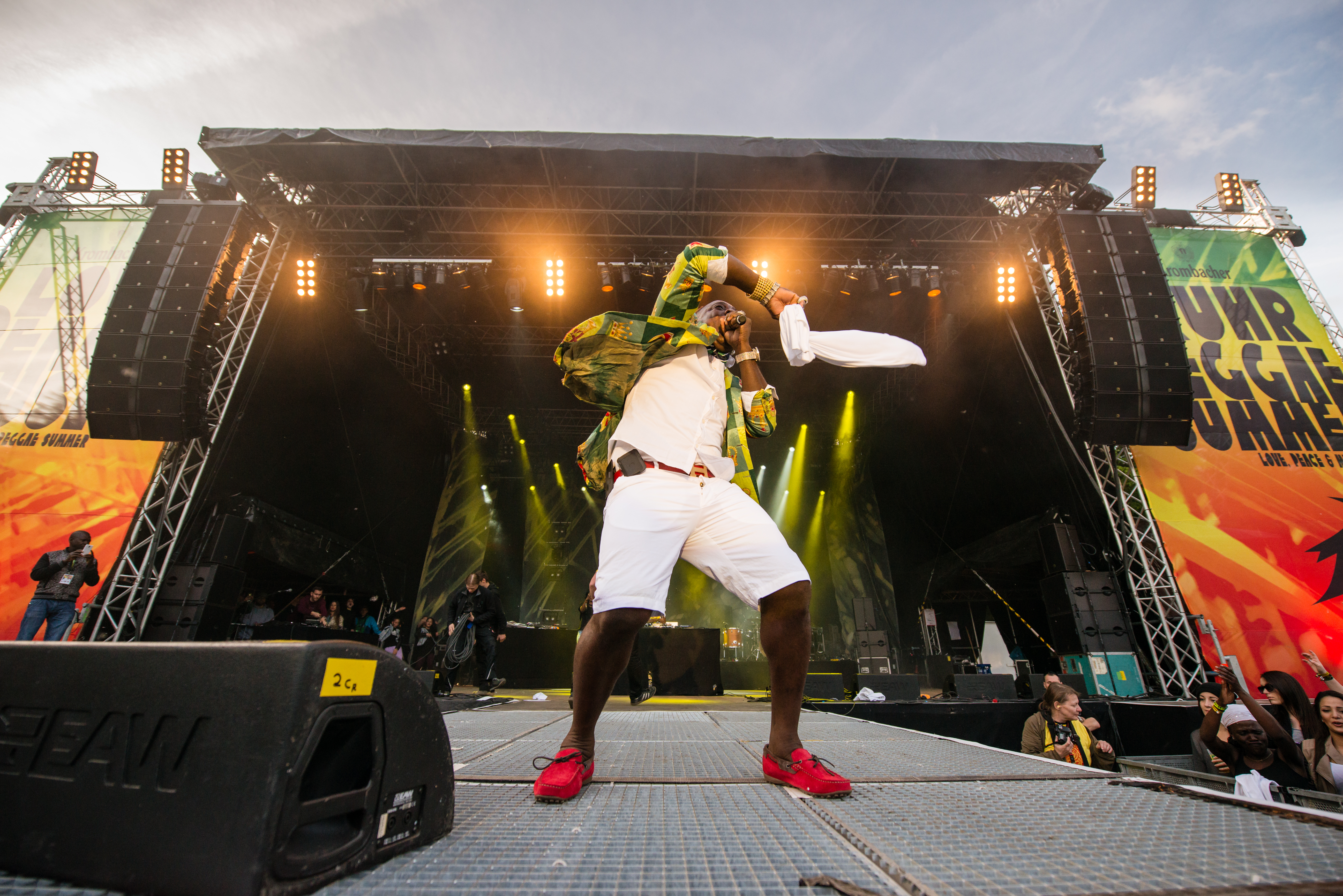
Elephant Man beim Ruhr Reggae Summer (2014)

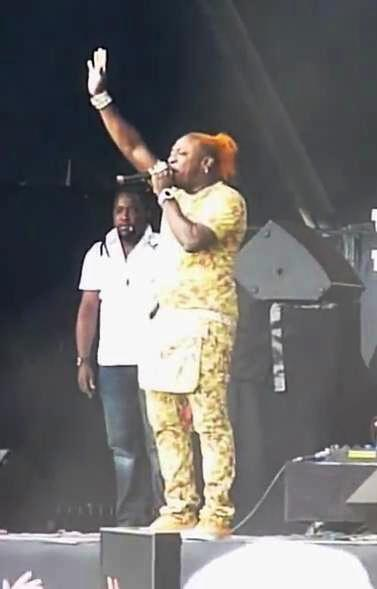
Elephant Man bei dem Reggae Sundance (2013)

### Frühe Jahre
Sein Künstlername leitet sich von seinen Jugendspitznamen Dumbo oder Dubbed Dumbo ab. Diesen bekam er im Alter von 13 Jahren von seinem Mitschüler mit dem Spitznamen „Crack Skull“, der behauptete, Bryant habe größere Ohren als der gleichnamige Disneycharakter. Den Namen legte er erst als Erwachsener ab. Im Alter von 15 war er in der Schule schon bekannt für seine Talente als Deejay und für seine auf dem Schulpult produzierten Rhythmen. Oben genannter Crack Scull erkannte später dann auch das Talent von Bryant und machte mit ihm einige Aufnahmen in seinem Studio in Seaview, Jamaika. Er animierte ihn auch sich in anderen Studios vorzustellen und sein Talent weiter auszubauen, indem er sich als Straßenmusiker betätigte.

### Scare Dem Crew
Jedoch war es der zu dieser Zeit schon als Deejay erfolgreiche Bounty Killer, der ihm zu seiner Karriere verhalf. Bounty Killer, der bekannt dafür war und ist, junge Musiktalente zu fördern, war auf der Suche nach vier jungen, männlichen individuellen Deejays für eine Dancehallformation. Außer Elephant Man waren noch Harry Toddler, Boom Dandimite und Nitty Kutchie dabei. Zusammen bildeten sie die Formation „Seaview Familie“. Nach der Veröffentlichung ihrer ersten Single mit dem Titel Big Guns Scare Dem, die ein großer Erfolg auf Jamaika wurde, nannten sie sich in Scare Dem Crew um, die bald im gesamten karibischen Raum bekannt wurde. Bekannt war die Crew vor allem wegen ihres Staccato-artigen Deejaying, unterbrochen vom Gesang des Sängers Nitty Kutchie. Zusammen mit der Scare Dem Crew brachte Elephant Man zwei Alben und mehrere Singles heraus und traten später auch auf großen Festivals in Amerika und Europa auf.

### Von 1999 bis heute
Im Jahr 1999 trennten sich die Mitglieder im Streit und Bryant begann seine äußerst erfolgreiche Karriere als Solokünstler. Den Namen Elephant Man, den er sich während seiner Zeit bei der Scare Dem Crew zulegte, behielt er bis heute bei. Unter diesem Namen veröffentlichte er schon seit 1995 Songs auf verschiedenen Labels. Seine erste Single unter dem Namen Elephant Man ist der Song Heng Them zusammen mit dem Jamaikaner Robert Lee auf dem englischen Label Greensleeves Records. Die erste Solo-Single trägt den Namen Cry Fi We und erschien auf dem US-amerikanischen Label Black Shadow Records im Jahr 1998. Seine erste Produktion als Solokünstler erschien auf dem jamaikanischen Label Fat Eyes Records und trägt den Namen Come Out A Yah (1999). Seitdem veröffentlicht Elephant Man mehrere Singles auf verschiedenen Labels im Jahr. Sein erstes Album trägt den Namen Comin’ 4 You mit 23 Titeln und ein Intro auf Greensleeves Records. In dem dort enthaltenen Song One More (Start A War) singt und toastet er zusammen mit den jamaikanischen Dancehallkünstlern Wayne Marshall und Ward 21. 2001 erschien der Bad Kalic Riddim auf dem Label Stone Love, auf dem Elephant Man den Song Shizzle Ma Nizzle veröffentlicht. Der Titel des Songs ist seitdem ein bekanntes Zitat des Künstlers. Im gleichen Jahr erschien das Album Log On, dessen gleichnamiger Titel einige Jahre später Kontroversen auslöste. 2003 erschien die Single Shake Baby Shake, in der er mit der deutschen Band Seeed zusammenarbeitete. Die Aufnahmen zu dem Song wurden in Kingston, Jamaika, durchgeführt. Dazu wurde eine kurze Dokumentation gedreht, die auf der im Jahr 2006 erschienenen DVD Seeed Live von Seeed enthalten ist. Die Single ist auf dem deutschen Label Germaican Records erschienen. 2004 wurde Elephant Man auch außerhalb Jamaikas und der Dancehall-Szene bekannt, als die Firma Puma sein Lied All Out für ihren Werbespot zur Olympiade in Athen benutzte. Ein Jahr darauf veröffentlichte er zusammen mit der barbadischen Pop-Sängerin Rihanna den Song Pon De Replay auf dem New Yorker Hip-Hop-Label Def Jam Recordings. Im selben Jahr erschien seine erste DVD, die Liveaufnahmen seiner Geburtstagskonzerte aus den Jahren 2003 und 2004 zeigen, gemischt mit Interviews. 2007 veröffentlichte er auf dem Label von US-Rapper P. Diddy Bad Boy Entertainment zusammen mit Wyclef Jean den Song Five-O. Im selben Jahr übernahm er Gesangsparts auf der Hit-Single Whine Up zusammen mit der New Yorker Contemporary-R&B- und Dancehall-Sängerin Kat DeLuna, die auf Platz 29 in den Billboard-Hot-100-Charts kam und auch in diverse andere Charts einstieg.
Zu seinen größten Erfolgen zählen u. a. die Songs Replacement Killer (2000), Log On und Higher Level von 2001, Elephant message und Pon The River, Pon De Bank von 2002, Father Elephant auf dem bekannten Kopa Riddim von 2005, und Nuh Linga (2009).

## Kritik und Indizierung
Im Jahr 2001 veröffentlichte er den auf dem Liquid Riddim basierenden Hit Log On, der einen gleichnamigen Modetanz begleitete. Dieser und einige andere Songs, welche unter anderem Mordaufrufe gegen Schwule enthalten, sorgten wegen ihrer homophoben Texte für Proteste, vor allem von LGBT-Organisationen. Im Dancehall sind solche Texte, die als Battyman-Tunes bezeichnet werden, weit verbreitet.
2006 erklärte Elephant Man vor den Kameras des deutsch-französischem Kultursenders Arte, dass er nichts mehr sagen werde, was Homosexuelle beleidigt. Zudem betonte er, dass derartiges Liedgut der Vergangenheit angehöre. Der Sender wertete diesen Schritt als authentische und deutliche Distanzierung. Das Internetmagazin queer.de konstatierte jedoch im April 2015, dass er sich in den folgenden Jahren zwar vor Konzerten in Europa wiederholt von besagten Liedern distanziert hatte, sie „danach aber in seinem Heimatland trotzdem zu den Klassikern gehörten“. Wegen dieser Taktik wurden bereits mehrfach Konzerte abgesagt, zuletzt im Januar 2015 in München.
2009 wurden die Elephant-Man-CDs Log On und Monsters of Dancehall von der Bundesprüfstelle wegen Jugendgefährdung indiziert. Unter Hinweis auf seine Texte wurde versucht ihn für die Einreise nach Europa zu sperren, alle Konzerte in Deutschland und für 2009 angekündigte Konzerte in Mainz und Düsseldorf wurden abgesagt.
2013 sollte der Künstler mehrere Konzerte in Europa geben, darunter auch eines am Chiemsee Reggae Summer. Nach Angabe des Veranstalters des Chiemsee Reggae Summer hat der Künstler, nachdem er bereits einige Shows in Europa gespielt hatte, „mit einem vermutlich sechsstelligen Vorkassenbetrag von mehreren bestätigten Veranstaltungen Europa von Brüssel aus Richtung Jamaika fluchtartig verlassen“.

## Diskografie
Veröffentlichungen mit Scare Dem Crew sind hier nicht berücksichtigt. Elephant Man hat außerdem auch viele Riddims besungen bzw. betoastet und viele Singles mit unbekannten Veröffentlichungsdaten herausgebracht, die hier ebenfalls nicht berücksichtigt wurden.

### Alben
- 2000 - Comin’ 4 You - Greensleeves Records
- 2001 - Log On - Greensleeves Records (wegen Jugendgefährdung indiziert)
- 2001 - Higher Level - Greensleeves Records
- 2003 - Good 2 Go - VP Records
- 2003 - Elephant Man & Vybz Kartel: Toe 2 Toe Vol. VI
- 2007 - Monsters of Dancehall: Elephant Man - Greensleeves Records (wegen Jugendgefährdung indiziert)
- 2008 - Let’s Get Physical - Bad Boy Entertainment
- 2010 - Dance & Sweep: Adventures of the Energy God - Bad Boy Entertainment/VP Records

### Singles, Dubplates
| - 1995 - Heng Them - Greensleeves Records - 1998 - Cry Fi We - Black Shadow Records - 1998 - Dis Wicked Man - Black Shadow Records - 1998 - Give Dem Everything - Mo' Music Productions - 1998 - No Gal - Q45 - 1999 - Come Out A Yah - Fat Eyes Records - 1999 - Don’t Hate Me Now - Digital-B - 1999 - Fly - Rookie Production - 1999 - Get Mad Now - Digital-B - 1999 - Mrs. Hook - Massive B - 1999 - War War - Shangul Records - 1999 - We Don’t Give A - Cali Bud - 1999 - We Nah - Brickwall - 1999 - Who You Think You Is - Jammy's Records - 2000 - 1000 Dollar Bill - In The Streetz Records - 2000 - Beetle Juice - Colin Fat Records - 2000 - Better Deal - Q45 - 2000 - Caan Get No Milk - Annex - 2000 - Cute Baby Face - Brat Productions - 2000 - Elephant Man, Elephant Man - Black Shadow Records - 2000 - F@#k P@#$y - Black Shadow Records - 2000 - Heathcliff - Finatic Records - 2000 - Hot Girl - Cali Bud - 2000 - Inna Dem Blood - Mo' Music Productions - 2000 - Mek Him Know - Safire Music - 2000 - Miss Matty Son - B-Rich Records - 2000 - Model Pon Dem - Pretty Boy Records - 2000 - Mr Bigger Heads - Shines Production - 2000 - Misbehave - Penthouse Records - 2000 - No Long Talking - Way Out Records - 2000 - One - Brickwall - 2000 - Pop It Out - Mark 1 Records - 2000 - Pram - Down Sound Records - 2000 - Screechie - Stone Love - 2000 - Send Dem Come - Annex - 2000 - War - Opera House - 2000 - Www.2000.com - Acid Rain Records - 2001 - A Couldn’ U’ - Gargamel Music - 2001 - Bring The War On - Secret Productions - 2001 - Draw We Out - Young Blood Records - 2001 - F… Off - Maximum Sound - 2001 - Haters Wanna War - Black Shadow Records - 2001 - Hot And A Boil - Stone Love - 2001 - Jamaica - Stone Love - 2001 - The Anthem - Massive B - 2001 - The Game Change - Mo’ Music Productions - 2001 - War Izzle - Jam II Records - 2001 - What It’s Not - Massive B - 2001 - Woman It’s You - John John Records - 2002 - All Out - Big Jeans Records - 2002 - Robbing - Kings of Kings - 2002 - Bad Mind - CJ Records - 2002 - Bad Man A Bad Man - Stone Love - 2002 - Log On - Greensleeves Records - 2002 - No Time Fa Dem - Massive B - 2002 - Big Head - Massive B | - 2002 - Weed Reunion - In The Streetz Records - 2002 - Bruk It Out - Royal Blend - 2002 - Virginity - Mo’ Music Productions - 2002 - Give It To Her Good - 40/40 Productions - 2002 - Making Money - Awful Music - 2002 - Walk & Talk - B-Rich Records - 2002 - Shine - John Shop Records - 2002 - Low Mi Name - Rattler Records - 2002 - Elephant Message - 40/40 Productions - 2002 - Pon The River, Pon De Bank - VP Records - 2002 - Can’t Roll - Mentally Disturbed Vinyls - 2003 - Krazy - Don Corleon Records - 2003 - Blessed - 40/40 Productions - 2003 - Saddle - Don Corleon Records - 2003 - Krazy Hype - H2O Productions - 2003 - It Good - South Block - 2003 - Jiggy - South Block - 2003 - Run Lef Dem Drawers - Select Cuts - 2003 - All The Way - Purple Skunk Records - 2003 - Signal De Plane / Cock Up Your Bumper - VP Records - 2003 - Can’t Gwan A Jamaica - Black Shadow Records - 2003 - Nah Bow - Vikings Production - 2003 - Blessed - 40/40 Productions - 2003 - Violate - Mentally Disturbed Vinyls - 2003 - Tatoo - In The Streetz Records - 2003 - Fan Dem Off - Builders - 2003 - Let Them Drown - Builders - 2003 - Bun Down Dat - Don Corleon Records - 2003 - Nah Stop Smoke - Don Corleon Records - 2003 - The Lead - Awful Music - 2003 - Secret Admirer - Hot-A-Tac - 2003 - Da Real Vibe - Playhouse Records - 2003 - Get Mean - Free Willy - 2003 - Can’t Stop We Now - Danger Zone - 2003 - Hot ??? - First Name Music - 2003 - Informer - Pure Music Productions - 2003 - Nuh Friend - Star Kutt Records - 2003 - Fire Redda - Platinum Power Productions - 2003 - Chineyting - Kings of Kings - 2003 - Jamaican Girl - Stone Love - 2004 - Shake That Booty - Black Chiney Records - 2004 - Fat Bum Bum - Purple Skunk Records - 2004 - Tighty Tighty - Don Corleon Records - 2004 - Bun Bad Mind / Hate Mi - VP Records - 2004 - Seh Dem Bad - Renaissance Records - 2004 - Wining Machine - Maximum Sound - 2004 - Nah Ramp - Fat Eyes Records - 2004 - Badman Forward - Fire Links Production - 2004 - Cock Yuh Rump Up - Rainbow Castle Production - 2004 - Swear - 357 Records - 2004 - Party All Night - Big Jeans Records - 2004 - Rah Rah - Massive B - 2004 - Long Story - Kings of Kings - 2004 - Proppella - Kings of Kings - 2004 - Ova Di Wall - Kings of Kings - 2004 - Spy - Big Yard Music Group Ltd. | - 2004 - Stand Up - Don Corleon Records - 2004 - Thump The Sky - Don Corleon Records - 2004 - Poisen - In Time Music - 2004 - Ananconda - B-Rich Records - 2004 - Pakistan - Renaissance Records - 2004 - Enemies - Fresh Ear - 2004 - The Ride - John John Records - 2004 - Burn Fi Burn - Baby G Productions - 2004 - Bad Mine Anthem - Echo - 2004 - Ting Ting - Red Dragon Music - 2004 - Hot Girl Sex - Ice-Berg Records - 2004 - Jook Gal - VP Records - 2005 - Willie Bounce / Spin Ya Rag - VP Records - 2005 - Speak Up - Black Shadow Records - 2005 - Do The Dance - Don Corleon Records - 2005 - Turn It Up - Don Corleon Records - 2005 - Gimmie Back Dancehall - Yellow Moon - 2005 - Do It Again / Grimey - Dem Yute Deh Music - 2005 - Shake Dat Ass / Like You - VP Records - 2005 - Praise Selassie - Down Sound Records - 2005 - Tek Time - Mista Wilks Productions - 2005 - Money - First Name Music - 2005 - Everybody Needs Somebody - FIP Records - 2005 - Wuk You - No Doubt Records - 2005 - All She Need Is Love - Hard Drive Records - 2006 - Bring It - VP Records - 2006 - Salute - Q45 - 2006 - Gal Bruck Out - Young Legends - 2006 - Not Guilty - Pure Music Productions - 2006 - Sesame Street - Q45 - 2006 - Do It Mek She Cry - Down Sound Records - 2006 - Wave UR Flags - Massive B - 2006 - Mi Like It - Chalwa - 2006 - Keep It Burning - Supertronics Muzic - 2006 - Bun It Down - Maximum Sound - 2007 - Boom - Pure Music Productions - 2007 - Clap It Een - H2O Productions - 2007 - Booty Clap - Black Chiney Records - 2007 - Flip Up - Thirty Six Degrees Recordings - 2007 - Slow Whine - Big Yard Music Group Ltd. - 2007 - Good Good Kingston - Juke Boxx Productions - 2007 - Bad Man Ting - Juke Boxx Productions - 2008 - Right Here - Stainless Records - 2008 - To The End - Stainless Records - 2008 - Inna Wi Waist - Big Ship Records - 2008 - Shake Up Yuh Body - Big Ship Records - 2009 - Wi Nuh Wah Nuh Fren - Birchill Records - 2009 - Wine For Me - VP Records - 2009 - Nuh Linga - VP Records - 2010 - Man Yuh Nah Deal Wid - Juke Boxx Productions - 2010 - Whine - Mentally Disturbed Vinyls - 2011 - Weh Yuh A Do Bwoy - Boardhouse Records - 2011 - Talk The Tings Dem - Boardhouse Records - 2011 - Big And Nasty - Chimney Records - 2011 - Brighter Place - Truck Back Records |

### Singles mit anderen Künstlern
| - 2000 - 911 (feat. Ward 21) - Mentally Disturbed Vinyls - 2000 - A We Say (feat. Merciless & Lexxus) - Annex - 2000 - Day By Day (feat. Kiprich, Harry Toddler, Assassin, Bling Dawg, Ghost, Chicken, Danny English, Vybz Kartel & Jack O’ Diamond) - True Blue Family - 2000 - Headache (feat. Delly Ranks) - Mo’ Music Productions - 2000 - Mega Mix (feat. Sizzla, Capleton, Beenie Man & Lexxus) - Annex - 2000 - Start A War (feat. Wayne Marshall) - Opera House - 2001 - After All (feat. Wayne Marshall) - Rattler Records - 2001 - Fish & Chicken (feat. Vybz Kartel) - Butler Brothers - 2001 - Right Now (feat. Laza B) - Footsteps Records - 2001 - Stature Of Liberty (feat. MC B-Live, Jookie Mundo & Major Ace) - 4 Liberty Records Ltd - 2002 - Weed Thuggin (feat. Wayne Marshall) - Massive B - 2002 - Run For Your Life (feat. Jarvis Church) - FiWi Music - 2003 - Zoom Zoom (feat. PD Syndicate) - Public Demand - 2003 - Shake Baby Shake (feat. Seeed) - Germaican Records - 2003 - Bust It Up (Elephant Man & Livewire) - Code Red Entertainment - 2003 - Krazy Feeling (feat. Wayne Wonder) - Don Corleon Records - 2003 - Keep It Movin (feat. Missy Elliott) - Elektra Records - 2004 - Doing It Right (feat. Daniel Lewis) - Black House Records - 2004 - Needle Eye (feat. Pinchers) - African Love Records - 2005 - Scandal Bag (feat. Pierpoljak) - Barclay - 2005 - Shake Remix (feat. Ying Yang Twins & Pitbull) - TVT Records - 2005 - Pon De Replay (feat. Rihanna) - Def Jam Recordings - 2006 - What U Gon’ Do (feat. Lil Jon) - TVT Records - 2007 - Over Di Wall (feat. Wayne Marshall) - Baby G Productions - 2007 - Whine Up (feat. Kat DeLuna) - Epic - 2007 - Five-O (feat. Wyclef Jean) - Bad Boy Entertainment - 2008 - Everybody Dancing (feat. Tornado) - The Hitlist Records - 2008 - Let Me See You Bounce (feat. Biz Markie) - Path%gical |

### Charts und Chartplatzierungen
Studioalben

| Jahr | Titel     | Höchstplatzierung, Gesamtwochen, AuszeichnungChartplatzierungen (Jahr, Titel, Platzierungen, Wochen, Auszeichnungen, Anmerkungen) | Höchstplatzierung, Gesamtwochen, AuszeichnungChartplatzierungen (Jahr, Titel, Platzierungen, Wochen, Auszeichnungen, Anmerkungen) | Höchstplatzierung, Gesamtwochen, AuszeichnungChartplatzierungen (Jahr, Titel, Platzierungen, Wochen, Auszeichnungen, Anmerkungen) | Höchstplatzierung, Gesamtwochen, AuszeichnungChartplatzierungen (Jahr, Titel, Platzierungen, Wochen, Auszeichnungen, Anmerkungen) | Höchstplatzierung, Gesamtwochen, AuszeichnungChartplatzierungen (Jahr, Titel, Platzierungen, Wochen, Auszeichnungen, Anmerkungen) | Anmerkungen                            |
| Jahr | Titel     | DE | AT | CH | UK | US | Anmerkungen                            |
| ---- | --------- | --- | --- | --- | --- | --- | -------------------------------------- |
| 2003 | Good 2 Go | — | — | — | — | US74 (2 Wo.)US | Erstveröffentlichung: 2. Dezember 2003 |

Singles

| Jahr | Titel Album                         | Höchstplatzierung, Gesamtwochen, AuszeichnungChartplatzierungen (Jahr, Titel, Album, Platzierungen, Wochen, Auszeichnungen, Anmerkungen) | Höchstplatzierung, Gesamtwochen, AuszeichnungChartplatzierungen (Jahr, Titel, Album, Platzierungen, Wochen, Auszeichnungen, Anmerkungen) | Höchstplatzierung, Gesamtwochen, AuszeichnungChartplatzierungen (Jahr, Titel, Album, Platzierungen, Wochen, Auszeichnungen, Anmerkungen) | Höchstplatzierung, Gesamtwochen, AuszeichnungChartplatzierungen (Jahr, Titel, Album, Platzierungen, Wochen, Auszeichnungen, Anmerkungen) | Höchstplatzierung, Gesamtwochen, AuszeichnungChartplatzierungen (Jahr, Titel, Album, Platzierungen, Wochen, Auszeichnungen, Anmerkungen) | Anmerkungen                                       |
| Jahr | Titel Album                         | DE | AT | CH | UK | US | Anmerkungen                                       |
| ---- | ----------------------------------- | --- | --- | --- | --- | --- | ------------------------------------------------- |
| 2003 | Let Me See U Bounce Weekend Warrior | — | — | — | UK77 (2 Wo.)UK | — | Erstveröffentlichung: Oktober 2003 mit Biz Markie |
| 2003 | Pon De River, Pon De Bank Good 2 Go | — | — | — | UK29 (3 Wo.)UK | US86 (13 Wo.)US | Erstveröffentlichung: November 2003               |
| 2004 | Jook Gal (Wine Wine) Good 2 Go      | — | — | — | UK41 (2 Wo.)UK | US57 (18 Wo.)US | Erstveröffentlichung: Mai 2004                    |
| 2007 | Whine Up 9 Lives                    | DE24 (11 Wo.)DE | AT65 (1 Wo.)AT | CH49 (21 Wo.)CH | — | US29 Gold · (20 Wo.)US | Erstveröffentlichung: Mai 2007 mit Kat DeLuna     |

## Auszeichnungen für Musikverkäufe
| Goldene Schallplatte - Japan - 2004: für das Album Good 2 Go |

Anmerkung: Auszeichnungen in Ländern aus den Charttabellen bzw. Chartboxen sind in ebendiesen zu finden.
| Land/RegionAuszeichnungen für Musikverkäufe (Land/Region, Auszeichnungen, Verkäufe, Quellen) | Gold     | Platin | Verkäufe | Quellen    |
| -------------------------------------------------------------------------------------------- | -------- | ------ | -------- | ---------- |
| Japan (RIAJ)                                                                                 | Gold1    | —      | 100.000  | riaj.or.jp |
| Vereinigte Staaten (RIAA)                                                                    | Gold1    | —      | 500.000  | riaa.com   |
| Insgesamt                                                                                    | 2× Gold2 | —      |          |            |

## Filmografie
- 1999: Third World Cop
- 2004: Def Jam: Fight for NY (Videospiel)
- 2005: Elephant Man = Direct from Jamaika
- 2007: Elephant Man Live